# Avstralit
Avstralit je vrsta tektita.
Avstraliti se pojavljajo  v različnih oblikah: kot gumbi, leče, krogle, ovali, delci krogel, delci ovalov. Njihova barva je črna. Za avstralite je značilno, da se nahajajo na velikem območju, največ jih je v Avstraliji. Prvič so bili omenjeni leta 1857, ko so Darwinu pokazali majhen košček črnega stekla. Darwin je bil prepričan, da je to steklo vulkanskega izvora.
Starost avstralitov je velika uganka. Nekateri trdijo, da so avstraliti stari okoli 10.000 let, druge analize pa kažejo na 4 milijone let. Kraterja, ki bi bil izvor avstralitov, še niso z gotovostjo potrdili. Kot možne navajajo razližne kraterje po Zemlji. Nebesno telo je padlo verjetno pod zelo velikim kotom na površino, ker so avstraliti močno razpršeni po jugovzhodni Avstraliji. Tudi krater v regiji Wilkes Land na Antarktiki bi lahko bil izvor avstralitov.

## Kemična sestava
Avstraliti so pretežno sestavljeni iz silicijevega dioksida in naslednjih spojin:
| Sestavina    | Delež sestavine [%] |
| ------------ | ------------------- |
| SiO2         | 70                  |
| Al2O3        | 13                  |
| K2O          | 3                   |
| FeO + Fe2O3  | 6                   |
| MgO          | 2                   |
| CaO          | 3                   |
| Na2O3 + K2O3 | 4                   |
| Ti           | sledi               |
| Mn           | sledi               |
| Ni           | sledi               |
| Co           | sledi               |